# Associazione Sportiva Hockey Lodi
L'Associazione Sportiva Hockey Lodi, meglio nota come ASH Lodi, è stata una società di hockey su pista della città di Lodi, attiva fra il 2005 e il 2009. I suoi colori sociali erano il nero, il giallo e il rosso.
Dopo aver conseguito due promozioni consecutive, di cui una per ripescaggio, la squadra prese parte al massimo campionato nazionale nella stagione 2007-2008, classificandosi al nono posto sotto la guida tecnica di Aldo Belli; la compagine fu successivamente retrocessa a tavolino in ultima posizione, a causa dell'inadempienza della società nei confronti degli obblighi in materia di attività giovanile.

## Cronistoria
| Cronistoria dell'Associazione Sportiva Hockey Lodi |
| --- |
| - 2005 – Nasce l'Associazione Sportiva Hockey Lodi; la squadra si iscrive al campionato di Serie B - 2005-2006 – 1º in Serie B girone A, 2º alle final six Ripescato in serie A2. - 2006-2007 – 2º in Serie A2. Promosso in Serie A1 - 2007-2008 – 14º in Serie A1. Retrocesso in Serie A2 Rinuncia alla Serie A2 e riparte dalla Serie B. - 2008-2009 – 3º in Serie B girone A - 2009 – Al termine della stagione sportiva 2008-2009 cessa le attività. |

## Strutture
Il campo da gioco e da allenamento dell'ASH Lodi fu il PalaCastellotti, posto in località Faustina al pari di altre strutture sportive; l'impianto è intitolato al pilota automobilistico lodigiano Eugenio Castellotti, vincitore della Mille Miglia del 1956 con la Ferrari.

## Palmarès

### Competizioni nazionali
1 trofeo
- Coppa Italia/Lega A2: 1

2006-2007

## Statistiche

### Partecipazioni ai campionati
| Livello | Categoria | Partecipazioni | Debutto   | Ultima stagione | Totale |
| ------- | --------- | -------------- | --------- | --------------- | ------ |
| 1º      | Serie A1  | 1              | 2007-2008 | 2007-2008       | 1      |
| 2º      | Serie A2  | 1              | 2006-2007 | 2006-2007       | 1      |
| 3º      | Serie B   | 2              | 2005-2006 | 2008-2009       | 2      |